# Крайва (Арад)
Крайва (рум. Craiva) — село у повіті Арад в Румунії. Адміністративний центр комуни Крайва.
Село розташоване на відстані 400 км на північний захід від Бухареста, 68 км на північний схід від Арада, 125 км на захід від Клуж-Напоки, 108 км на північний схід від Тімішоари.

## Населення
За даними перепису населення 2002 року у селі проживали 634 особи.
Національний склад населення села:
| Національність | Кількість осіб | Відсоток |
| -------------- | -------------- | -------- |
| румуни         | 455            | 71,8%    |
| цигани         | 179            | 28,2%    |

Рідною мовою назвали:
| Мова      | Кількість осіб | Відсоток |
| --------- | -------------- | -------- |
| румунська | 455            | 71,8%    |
| циганська | 179            | 28,2%    |